# La Vie de saint Léger
La Vie de saint Léger ou La Passion de saint Léger (titre dans l'édition de Jacques-Joseph Champollion-Figeac ; aucun titre dans le manuscrit) est l'un des textes les plus anciens de la langue française. Il date de la fin du Xe siècle et appartient à la littérature hagiographique : écrit en octosyllabes, il raconte de manière semi-légendaire la vie de l'évêque d'Autun, saint Léger, martyr du VIIe siècle.
On connaît plusieurs récits de la vie de saint Léger écrits en latin remontant aux VIIIe et IXe siècles, un récit anonyme rédigé peu de temps après sa mort donc à la fin du VIIe siècle, sans doute à l'initiative de l'Église qui voulait faire connaître la figure de l'évêque martyr, défenseur des droits de l'Église face au pouvoir royal.

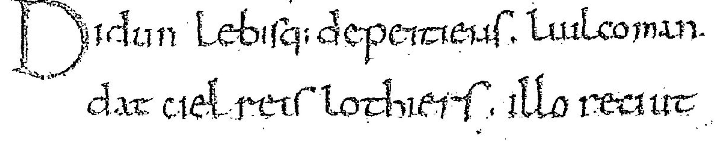
Court extrait du second feuillet. Transcription de Linskill :
Didun, l’ebisque de Peitieus,
Lui·l comandat ciel reis Lothiers.
Il lo reciut,

La version en langue romane est conservée à la bibliothèque du patrimoine de Clermont Auvergne Métropole et se présente sous la forme d'un poème que l'on date de la fin du Xe siècle (on propose en général la date de circa 980) ou du début du XIe siècle. Son origine est discutée : Poitou, Bourgogne (Autun), Wallonie ? Dans le même manuscrit se trouve encore un autre texte en langue romane: la Passion du Christ de Clermont.
Il s'agit vraisemblablement d'une hymne : le poème devait être destiné à être chanté. Il a été versifié par un auteur anonyme et comporte 240 octosyllabes assonancés 2 à 2 (assonances uniquement masculines) et regroupés en sizains. C'est le premier exemple connu d'octosyllabes en français.

#### Manuscrits
- Clermont Auvergne Métropole, bibliothèque du patrimoine, MS 240, France centre-ouest (Autun ?), 975-999 (lire en ligne  [PDF])

#### Éditions
- Aux racines de notre langue : les langues populaires des Gaules de 840 à 1080, Rodez, Culture d'Oc, 1990, 607 p.Contient : "La Passion de Clermont" et "La Vie de Saint Léger" : reproduction du manuscrit 240 de Clermont-Ferrand, texte et traduction.
- Chroniques des derniers rois mérovingiens : continuations du Pseudo-Frédégaire, Vie de saint Léger, vie de Pépin l'Ancien  (trad. du latin par François Guizot), Clermont-Ferrand, Éd. Paleo, 2010 (EAN 978-2849095690)nouv. éd. préparée par Yves Germain et Éric de Bussac
- Joseph Linskill, Saint Léger : étude de la langue du manuscrit de Clermont-Ferrand, Droz, 1937 (réimpr. 1974), 192 p. [(fr) transcription du poème à lire et télécharger sur Wikisource]
- (en) The Oldest Monuments of the french language : The Strasburg Oaths, The Prose of St Eulalie, The Passsion of Christ, The Life of St Léger ; The Life of Saint Alexis : translated with notes, Oxford, J. Thomton & Son, 1912
- Gaston Paris, « La Vie de Saint Léger, texte revu sur le ms. de Clermont-Ferrand », Romania, vol. 1, no 3,‎ 1872, p. 273–317 (ISSN 0035-8029, DOI 10.3406/roma.1872.6585, lire en ligne, consulté le 5 décembre 2021)
- (de) Friedrich Diez, Zwei altromanische Gedichte berichtigt und erklärt, Bonn, Weber, 1852 (réimpr. 1876), 58 p., p. 35-58
- Jacques-Joseph Champollion, Passion de N. S. Jésus-Christ et Passion de S. Léger, en langue romane et en vers, publiées d'après un manuscrit du Xe siècle de Clermont-Ferrand, Paris, Firmin Didot, 1849, 48 p. (lire en ligne)Commentaire, transcription et traduction

#### Études
- Willy Van Hoecke, « La Vie de saint Léger et la Passion de Clermont-Ferrand: roman d'oïl ou roman d'oc ? », Cahiers de l'Institut de linguistique de Louvain, vol. 25, nos 1-2,‎ 1999, p. 201–221

- (es) Pedro R. Gomis Blanco, Sobra una dobla paternidad de la "Vie de saint Léger", Madrid, Universidad Complutense de Madrid, 1995, 483 p.Thèse de philologie française, sous la direction du Prof. Dr. Jesus Cantera y Ortis de Urbina. Université de Madrid , faculté de Philologie, Département de Philologie française.

- Guy De Poerck, « Le ms. Clermont-Ferrand 240 (anc. 189), les scriptoria d'Auvergne et les origines spirituelles de la Vie française de saint Léger », Scriptorium, vol. 18, no 1,‎ 1964, p. 11–33 (ISSN 0036-9772, DOI 10.3406/scrip.1964.3194, lire en ligne, consulté le 5 décembre 2021)

- Pierre-François Fournier et Roger Seve, « Le manuscrit Clermont-Ferrand 240 », Bibliothèque de l'école des chartes, vol. 121, no 1,‎ 1963, p. 218–222 (ISSN 0373-6237, DOI 10.3406/bec.1963.449658, lire en ligne, consulté le 5 décembre 2021)

- Joseph Linskill, Saint Léger : étude de la langue du manuscrit de Clermont-Ferrand, Droz, 1937, 192 p.